# クーパー・ユニオン演説

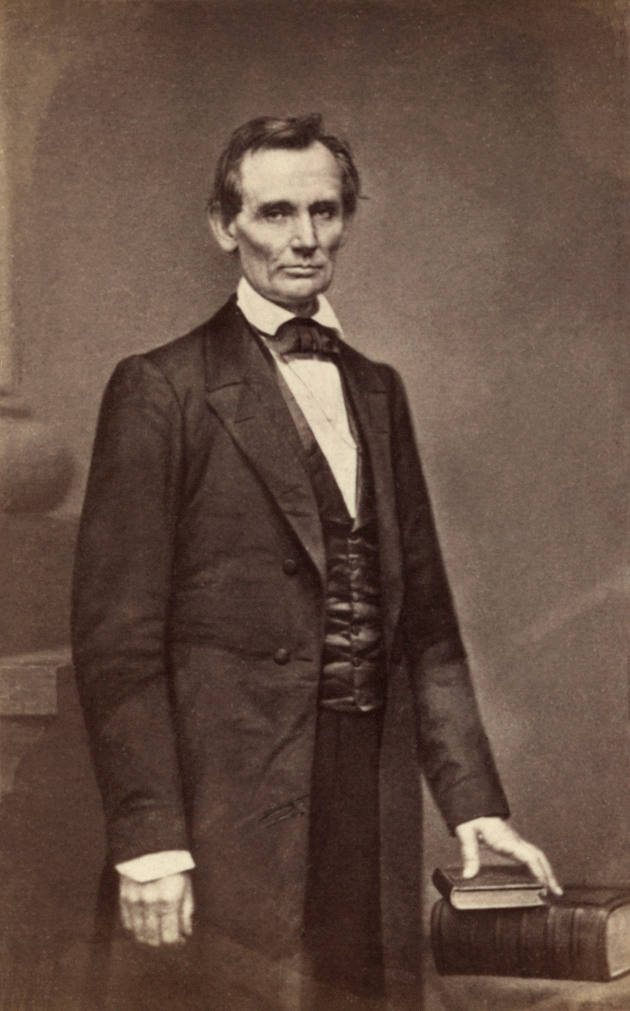
1860年2月27日にニューヨーク市でマシューブレイディが撮影したエイブラハムリンカーンの写真、彼の有名なクーパーユニオン演説の日

クーパー・ユニオン演説（クーパー会館演説、Cooper Union speech or address, known at the time as the Cooper Institute speech）とは、1860年2月27日にエイブラハム・リンカーンがニューヨーク市のクーパー・ユニオンで行った演説。このときリンカーンはまだ共和党の大統領候補に指名されてはいなかったが、1860年の共和党大会(en)が同年5月に予定されていた。リンカーンの行った演説の中でも重要とされるものである。後年の大統領選挙における勝利もこの演説のおかげだという歴史家もいる。
演説において、奴隷制に対する見解を練り上げ、西部諸州に対する適用拡大への反対を繰り返し、それは建国の父たちの精神に沿うものであることを主張した。
ジャーナリストのロバートJ.マクナマラは次のように書いている。「リンカーンのクーパーユニオン演説は彼の演説においても最良部類に入るもので、7,000字を超えたものであった。あくまで彼の一節を伴って引用される多くのスピーチの1つにすぎない。それでもリンカーンはこの演説に際し入念に研究して活発な議論を呼び起こし、驚くほどの効果を挙げた。」 

## 伝記

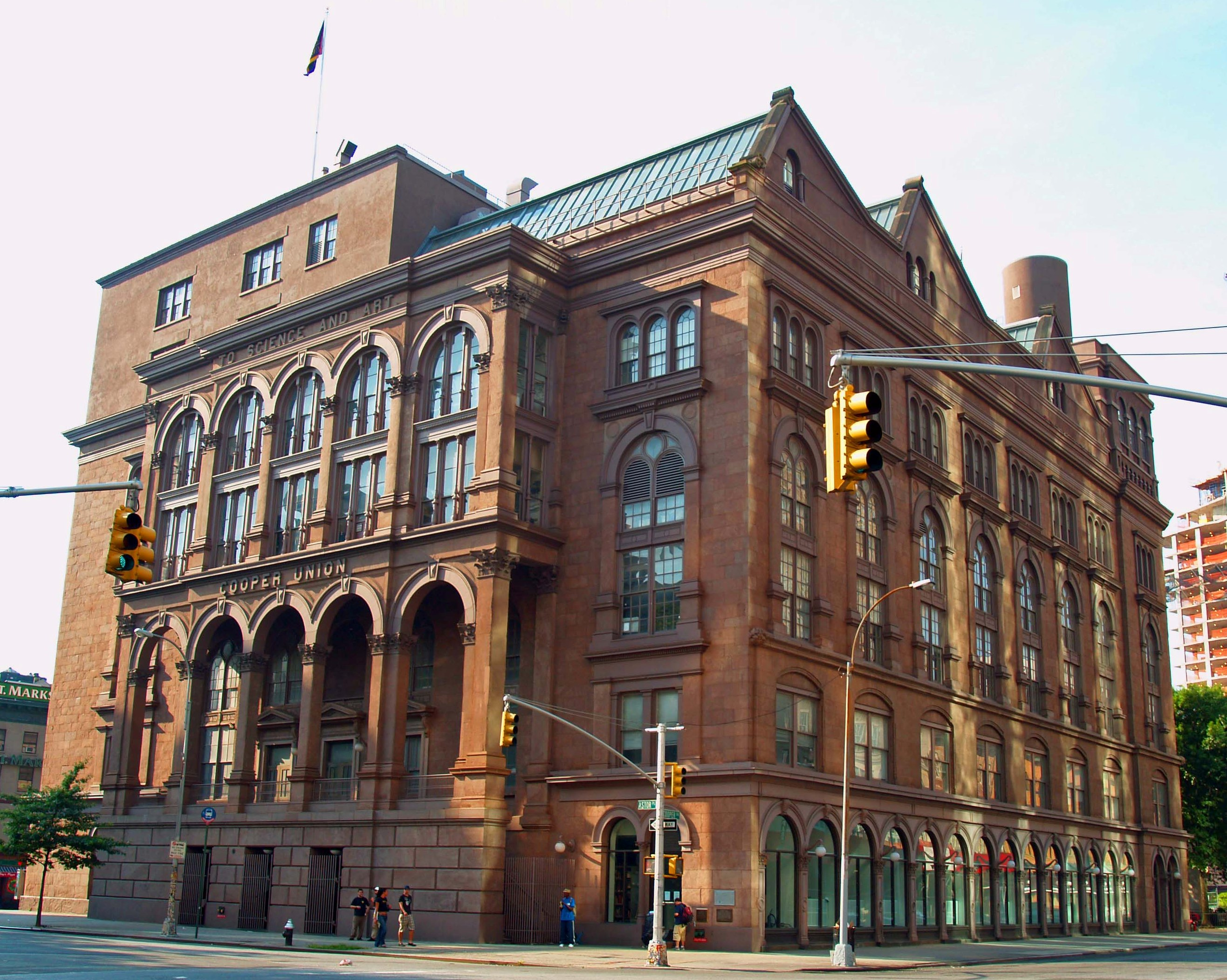
クーパーユニオン（2007）